# デヴィッド・ギャラガー
デヴィッド・ギャラガー（David Gallagher,  1985年2月9日 - ）は、アメリカ合衆国の俳優である。

## 来歴
1985年、ニューヨーク市クイーンズ区に生まれる。母親はキューバ系、父親はアイルランド系だった。2歳のころから子役、モデルとしてキャリアをスタートさせ、バーガーキングやパナソニック、ディズニー・ワールドなどのコマーシャルへも出演。
1993年にジョン・トラヴォルタ、カースティ・アレイ出演のコメディ映画『ベイビー・トーク2 リトル・ダイナマイツ』で、二人が演じる夫婦の息子を演じて映画デビュー。1995年には、スタジオ・ジブリの『耳をすませば』の英語吹替え版で天沢聖司の声も担当している。ファンタジー映画『フェノミナン』では再びトラヴォルタとも共演し、それ以降も映画やテレビドラマなどへの出演をコンスタントに続けており、役者としてのキャリアを築いている。俳優として活動する傍ら、地元の高校を卒業後に南カリフォルニア大学へ進学して、映画と演劇を学んだ。テレビシリーズ『セブンスヘブン』へのレギュラーキャストとしても知られており、同作品への出演で2003年にティーン・チョイス・アワードを受賞したほか、いくつかの賞へもノミネートされた。

## 出演作品

### 映画
- ベイビー・トーク2 リトル・ダイナマイツ Look Who's Talking Now (1993)
- 耳をすませば Whisper of the Heart (1995) ※声の出演
- It Was Him or Us (1995) ※テレビ映画
- ミラクル・アイランド Bermuda Triangle (1996) ※テレビ映画
- Summer of Fear (1996) ※テレビ映画
- フェノミナン Phenomenon (1996)
- エンジェルス2 Angels in the Endzone (1997) ※テレビ映画
- リッチー・リッチ 夢のマシンをとりもどせ! Ri¢hie Ri¢h's Christmas Wish (1998) ※ビデオ作品
- スピン＆マーティ／リトル・スパイ大作戦 The New Adventures of Spin and Marty: Suspect Behavior (2000)
- ひみつの番人 Little Secrets (2001)
- レーシング・スピード Kart Racer (2003)
- dot. ドット Dot (2005)
- ドリアン・グレイの肖像 The Picture of Dorian Gray (2007)
- ブギーマン2 憑依 Boogeyman 2 (2007)
- Betwixt (2010) ※テレビ映画
- Trophy Kids (2011)
- SUPER8/スーパーエイト Super 8 (2011)
- イン・ユア・アイズ 近くて遠い恋人たち In Your Eyes (2014)

### テレビドラマ
- セブンスヘブン 7th Heaven (1996 - 2006)
- 炎のテキサス・レンジャー Walker, Texas Ranger (1997)
- NUMBERS 天才数学者の事件ファイル Numb3rs (2006, 2009)
- CSI:マイアミ CSI: Miami (2007)
- 女捜査官グレイス 〜 天使の保護観察中 Saving Grace (2008)
- BONES Bones (2008)
- WITHOUT A TRACE/FBI 失踪者を追え! Without a Trace (2008)
- ヤング・スーパーマン Young Superman (2009)
- ディープ・エンド The Deep End (2010)
- ヴァンパイア・ダイアリーズ The Vampire Diaries (2011)
- CSI:ニューヨーク CSI: NY (2012)
- CSI:科学捜査班 CSI: Crime Scene Investigation (2012)
- VEGAS/ベガス Vegas (2012)
- クリミナル・マインド FBI行動分析課 Criminal Minds (2012)

### テレビアニメ
- ワイルド・ソーンベリーズ The Wild Thornberrys (1999, 2000)
- ロケット・パワー Rocket Power (1999 - 2002)

### ビデオゲーム
- キングダム・ハーツ Kingdom Hearts (2002)
- キングダム ハーツII Kingdom Hearts II (2005)
- キングダム ハーツ チェイン オブ メモリーズ Kingdom Hearts Re: Chain of Memories (2007)
- キングダム ハーツII ファイナル ミックス+ Kingdom Hearts II: Final Mix+ (2007)
- キングダム ハーツ 358/2 Days Kingdom Hearts: 358/2 Days (2009)
- キングダム ハーツ バース バイ スリープ Kingdom Hearts Birth by Sleep (2010)
- キングダム ハーツ Re:コーデッド Kingdom Hearts Re:coded (2010)
- キングダム ハーツ 3D ［ドリーム ドロップ ディスタンス］ Kingdom Hearts 3D [Dream Drop Distance] (2012)

## 参照
1. ↑  http://www.allamericanspeakers.com/celebritytalentbios/David-Gallagher
2. ↑  “David Gallagher Biography”. 2014年7月19日閲覧。
3. ↑  https://www.nytimes.com/movies/person/208524/David-Gallagher/biography
4. ↑  https://www.imdb.com/name/nm0302356/awards/?ref_=nm_awd